# 橘広方
橘 広方（たちばな の ひろかた）は、平安時代中期の豪族・貴族。氏姓は熊野連のち橘氏に改姓。熊野国造の嫡流で、牟婁郡大領・熊野広継（正五位下）の子。

## 概要
寛平9年（897年）宇多天皇の熊野行幸時に行長として行宮に奉仕し、その功労により郡司に任ぜられる。
醍醐朝の昌泰3年（900年）従五位下に叙爵すると同時に、橘氏に改姓（橘良殖の猶子となったか）した。牟婁郡大領、熊野本宮大社神職を務めた。

## 系譜
- 父：熊野広継
- 母：不詳
- 生母不明の子女
  - 男子：橘広輝
  - 男子：橘良輝
  - 男子：橘寛正
  - 男子：橘良扶

広方の3代後の橘良冬（和田良冬）が和田庄司を称した。